# Targi pracy
Targi pracy i giełdy pracy – wydarzenia, podczas których spotykają się przedstawiciele przedsiębiorstw oraz osoby szukające zatrudnienia. Najczęściej organizowane są przez powiatowe urzędy pracy, akademickie biura karier, agencje pracy czy organizacje studenckie. Głównie odbywają się w dużych, często akademickich miastach, takich jak Warszawa, Wrocław czy Poznań, ale także w mniejszych miejscowościach, gdzie prezentują się pracodawcy z danego regionu.

## Specyfika giełd pracy organizowanych przez Powiatowe Urzędy Pracy
Giełdy pracy organizowane przez Powiatowe Urzędy Pracy (PUP) są odpowiedzią na potrzeby firm, które poszukują pracowników na większą liczbę stanowisk lub mają kilka stanowisk do obsadzenia. Jeżeli w urzędzie zarejestrowane są osoby spełniające kryteria, PUP może zorganizować taką giełdę, umożliwiając spotkanie z potencjalnymi pracownikami w jednym miejscu i czasie. Odmowa udziału w takiej giełdzie bez uzasadnienia może skutkować wykreśleniem z rejestru osób bezrobotnych.

## Rozwój cyfrowych i radiowych form giełd pracy
W dobie digitalizacji popularność zyskują internetowe giełdy pracy, które są szczególnie przydatne dla osób szukających zatrudnienia za granicą lub w odległych regionach Polski. Dodatkowo radiowe giełdy pracy to inicjatywa, w ramach której lokalne stacje radiowe oferują czas antenowy dla pracodawców i poszukujących pracy. Ogłoszenia można wysyłać za pośrednictwem SMS, a następnie są one odczytywane na antenie. Stacje często również udostępniają oferty na swoich stronach internetowych przez określony czas.